# Vipava (rijeka)
Vipava (talijanski: Vipacco) jest rijeka u Sloveniji i Italiji. Duga je 44 km. Izvire u općini Vipava u Sloveniji, teče desnim rubom Vipavske doline, zatim desnim rubom Goriškog polja i sjevernim rubom Krasa ulijeva se u Soču u talijanskoj općini Savogna d'Isonzo. 